# 长萼越桔
长萼越桔（学名：Vaccinium craspedotum）为杜鹃花科越桔属下的一个种。

## 扩展阅读
- 維基物種上的相關：长萼越桔